# 阿卡·劳伦缇雅

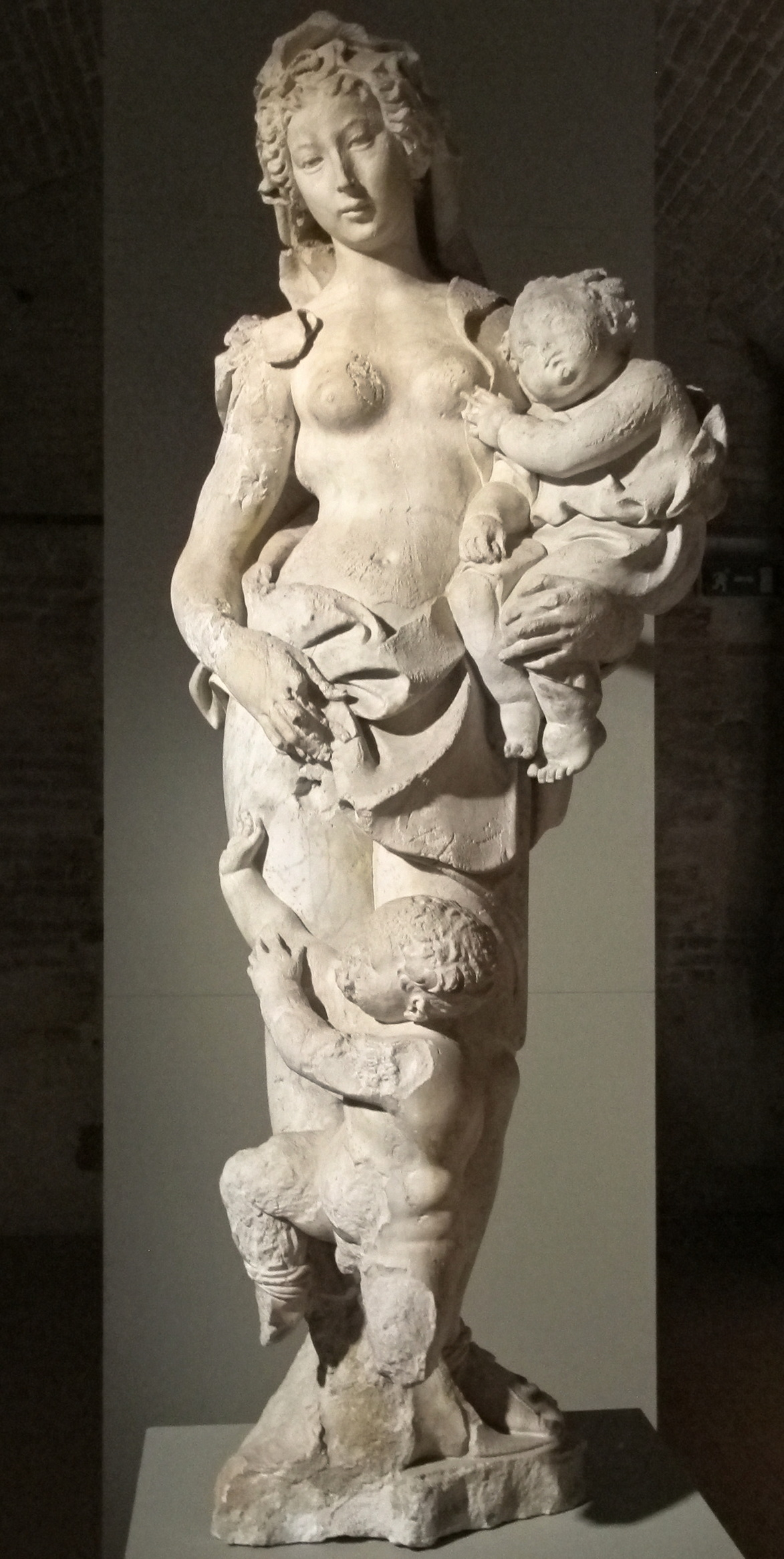
阿卡·勞倫緹雅

阿卡·劳伦缇雅（Acca Larentia或Acca Larentina），是罗马神话中的人物，并在后来成为女神。纪念她的节日拉伦达节是在每年的12月23日。